# Hilltown (Virginia)
Hilltown es un lugar designado por el censo ubicado los condados de Grayson y Carroll en el estado estadounidense de Virginia. En el Censo de 2020 tenía una población de 216 habitantes y una densidad poblacional de 151,05 habitantes por km².

## Geografía
Hilltown se encuentra ubicado en las coordenadas 36°43′46″N 80°58′56″O / 36.72944, -80.98222.  Según la Oficina del Censo de los Estados Unidos,  tiene una superficie total de 1,43 km², todos correspondientes a tierra firme.